# Limosin International
Das Kronenbrau Limosin International 1979 war ein professionelles Snookerturnier der Saison 1979/80 ohne Einfluss auf die Weltrangliste. Das Turnier wurde vom 9. bis zum 20. Juli 1979 im Good Hope Centre im südafrikanischen Kapstadt ausgetragen. Sieger wurde der Australier Eddie Charlton, der im Finale den Engländer John Spencer mit 23:19 besiegte. Das höchste Break des Turnieres spielte der Südafrikaner Silvino Francisco mit einem 137er-Break.
Obwohl das Turnier großen Anklang fand und des Weiteren im Fernsehen übertragen wurde, blieb es die einzige Ausgabe des Turnieres.

## Preisgeld
Mit Kronenbrau hatte das Turnier einen Sponsor, der auch das kurz darauf ebenfalls in Südafrika ausgetragene Kronenbrau 1308 Classic sponserte. Das gesamte Preisgeld des Turnieres belief sich auf 8.789 Pfund Sterling, wovon etwa ein Drittel auf den Sieger entfiel.
|                 | Preisgeld |
| --------------- | --------- |
| Sieger          | 2.747 £   |
| Finalist        | 1.648 £   |
| Halbfinalist    | 1.099 £   |
| Viertelfinalist | 549 £     |
| Insgesamt       | 8.789 £   |

## Turnierverlauf
Nach mehreren Jahren gab es erstmals wieder ein professionelles Snookerturnier auf südafrikanischem Boden. Die Teilnehmerzahl des Turnieres belief sich auf acht Spieler, wobei sechs davon zu den besten acht Spielern der Weltrangliste gehörten. Hinzu kamen mit den Brüdern Silvino und Mannie Francisco zwei weitere südafrikanische Profis – neben Perrie Mans, die jedoch wegen mangelnden Teilnahmen an Turnieren außerhalb Südafrikas nur begrenzte Erfahrung vorweisen konnten. Die acht Teilnehmer spielten im K.-o.-System um den Titel, wobei die Viertelfinalpartien im Modus Best of 15 Frames, die Halbfinalpartien im Modus Best of 31 Frames und das Endspiel im Modus Best of 45 Frames gespielt wurden.

|  | Viertelfinale Best of 15 Frames | Viertelfinale Best of 15 Frames |                |    | Halbfinale Best of 31 Frames | Halbfinale Best of 31 Frames |  |  | Finale Best of 45 Frames | Finale Best of 45 Frames |
|  |                                 |                                 |                |    |                              |                              |  |  |                          |                          |
|  | Eddie Charlton                  | 15                              |                |    |                              |                              |  |  |                          |                          |
|  | Mannie Francisco                | 3                               |                |    |                              |                              |  |  |                          |                          |
|  | Mannie Francisco                | 3                               | Eddie Charlton | 16 |                              |                              |  |  |                          |                          |
|  |                                 |                                 | Eddie Charlton | 16 |                              |                              |  |  |                          |                          |
|  |                                 | Cliff Thorburn                  | 10             |    |                              |                              |  |  |                          |                          |
|  | Cliff Thorburn                  | Cliff Thorburn                  | 10             | 8  |                              |                              |  |  |                          |                          |
|  | Cliff Thorburn                  |                                 |                | 8  |                              |                              |  |  |                          |                          |
|  | Rex Williams                    | 7                               |                |    |                              |                              |  |  |                          |                          |
|  |                                 |                                 | Eddie Charlton | 23 |                              |                              |  |  |                          |                          |
|  |                                 | Eddie Charlton                  | 19             |    |                              |                              |  |  |                          |                          |
|  | John Spencer                    | 8                               |                |    |                              |                              |  |  |                          |                          |
|  | Graham Miles                    | 2                               |                |    |                              |                              |  |  |                          |                          |
|  | Graham Miles                    | 2                               | John Spencer   | 16 |                              |                              |  |  |                          |                          |
|  |                                 |                                 | John Spencer   | 16 |                              |                              |  |  |                          |                          |
|  |                                 | Silvino Francisco               | 12             |    |                              |                              |  |  |                          |                          |
|  | Silvino Francisco               | Silvino Francisco               | 12             | 8  |                              |                              |  |  |                          |                          |
|  | Silvino Francisco               |                                 |                | 8  |                              |                              |  |  |                          |                          |
|  | Perrie Mans                     | 4                               |                |    |                              |                              |  |  |                          |                          |

### Endspiel
Eddie Charlton hatte im vergangenen Jahrzehnt und darüber hinaus insgesamt drei Mal das Finale der Snookerweltmeisterschaft erreicht, jedoch stets verloren, sodass er nur einige Titel beim Pot Black und anderen Turnieren vorweisen konnte. Im Gegensatz dazu stand sein Finalgegner John Spencer, der neben zahlreichen anderen Turnieren dreifacher Weltmeister war. Auch wenn keine genauen Ergebnisse einzelner Frames überliefert sind, ist bekannt, dass Charlton nicht nur ein 108er-Break spielte, sondern auch das Turnier mit 23:19 und somit seinen ersten großen internationalen Titel gewann.
| Finale: Best of 45 Frames Good Hope Centre, Kapstadt, Südafrika, 18. – 20. Juli 1979 |                |              |
| Eddie Charlton                                                                       | 23:19          | John Spencer |
| unbekannt                                                                            |                |              |
| 108                                                                                  | Höchstes Break | –            |
| 1                                                                                    | Century-Breaks | –            |
| –                                                                                    | 50+-Breaks     | –            |

## Century Breaks
Während des Turnieres spielten drei Spieler jeweils ein Century Break.
- Silvino Francisco: 137
- Cliff Thorburn: 120
- Eddie Charlton: 108